# Sint-Annaklooster (Watermaal-Bosvoorde)
Het Sint-Annaklooster is een kloostergebouw met kloosterkerk van Sint-Anna (Frans: Église conventuelle Sainte Anne of Église des Religieuses de l'Eucharistie) in de Belgische gemeente Watermaal-Bosvoorde in het Brussels Hoofdstedelijk Gewest. Het gebouw staat aan de Léopold Wienerlaan. Ten noordoosten van het kloostergebouw ligt het Parc des Religieuses de l'Eucharistie. Op ongeveer 400 meter naar het noordwesten staat de Sint-Clemenskerk.

## Geschiedenis
In 1928 verkreeg de congregatie Zusters van de Eucharistie het terrein.
Op 28 november 2003 gaat de gehele site over in handen van de ASBL Anna de Meeûs. Dit betreft de villa, het kloostergebouw, de kloosterkapel en het park (6 hectare). De ASBL veranderde toen haar naam naar Couvent Sainte-Anne.

## Gebouw
De georiënteerde kloosterkerk bestaat uit een schip met vier traveeën, een transept met twee dwarsbeuken (elk een travee lang) en een driezijdig gesloten koor zonder travee. Het geheel wordt gedekt door een samengesteld zadeldak. In de noordelijke oksel is een smalle ronde toren gebouwd met ingesnoerde torenspits.
Tegen het noordelijke dwarsschip is het kloostergebouw aangebouwd. Ten oosten van de kloosterkerk bevindt zich het pandhof.